# テイラー郡 (ジョージア州)
テイラー郡（テイラーぐん、英: Taylor County）は、アメリカ合衆国ジョージア州の西部に位置する郡である。2010年国勢調査での人口は8,906人であり、2000年の8,815人から1.0%増加した。郡庁所在地はバトラー市（人口1,972人）であり、同郡で人口最大の都市でもある。

## 歴史
テイラー郡は1852年1月15日にジョージア州議会の法によって、メイコン郡、マリオン郡、タルボット郡のそれぞれ一部を合わせて設立された。
郡名は第12代アメリカ合衆国大統領ザカリー・テイラーに因んで名付けられた。
郡庁舎を建てるための土地は、アンドリュー・マッカンツ、ジョン・T・グレイ、ジョン・スターディバント、ジョン・L・パーカー、コビントンから購入された（1852年3月8日の集会議事録より）。
郡内の民兵地区にはピッツバーグ737、ホール743、レイノルズ741、バトラー757、シーダークリーク1071、ホワイトウォーター853が含まれていた。
2000年代半ば、テイラー郡は人種分離したダンスパーティを開催したことでは南部最後の地域となり全国のニュースで取り上げられた。テイラー郡高校で最初の人種統合されたダンスパーティが2002年に開催されたが、翌年は無かった。この出来事は2006年の映画For One Nightの題材になった。

## 地理
アメリカ合衆国国勢調査局に拠れば、郡域全面積は379.61平方マイル (983.2 km2)であり、このうち陸地377.44平方マイル (977.6 km2)、水域は2.17平方マイル (5.6 km2)で水域率は0.57%である。
テイラー郡は滝線地質層によって2つに分けられている。上側半分はピードモント台地にあり、穏やかにうねった丘陵と粘土基盤の土壌である。下側半分は大西洋岸平原の上流にあり、平坦で土壌は砂質である。フリント川が郡境の北側全体を形成している。
テイラー郡経済の大半は農業で推進されている。モモ、イチゴ、ペカン、ピーナッツ、スイカ、綿花が主要産品である。製材業も重要な産業である。大型のプランテーション松農園があるために地域の大半は深い森に覆われている。特にフリント川や支流の盆地では硬木の森が多い。郡南西部は大きな砂丘で覆われ、安定した砂採取産業に育っている。
動物ではオジロジカ、野生シチメンチョウ、ワタオウサギ、アライグマ、コヨーテ、ボブキャット、ココノオビアルマジロ、キタオポッサム、アカオノスリ、さらに連邦政府が絶滅危惧種に指定しているアナホリゴファーガメなどが多く生息している。また北アメリカの毒蛇のうち6種がいる。ヒガシダイヤガラガラヘビ、ティンバーガラガラヘビ、ピグミーガラガラヘビ、イースタンコーラルヘビ、ヌママムシ、カッパーヘッドである。北アメリカの毒蛇を代表する種である。
数の多い樹木としては、サザンレッドオーク、ポストオーク、ダイオウマツ、テーダマツ、モミジバフウ、アカモミジがある。アトランティックホワイトシーダーの群生する森もある。この群落はホワイトウォーター・クリークとリトルホワイトウォーター・クリーク沿いに多く見られ、この種を保存しようと高まりつつある運動の中心にある。

### 主要高規格道路

#### アメリカ国道
- アメリカ国道19号線
- アメリカ国道80号線

#### ジョージア州道
- ジョージア州道3号線
- ジョージア州道22号線
- ジョージア州道90号線
- ジョージア州道96号線
- ジョージア州道127号線
- ジョージア州道128号線
- ジョージア州道137号線
- ジョージア州道208号線
- ジョージア州道540号線（滝線フリーウェイ、建設中）

### 隣接する郡
- アプソン郡 - 北
- クロウフォード郡 - 北東
- ピーチ郡 - 東
- メイコン郡 - 南東
- スライ郡 - 南
- マリオン郡 - 南西
- タルボット郡 - 北西

## 人口動態
以下は2000年の国勢調査による人口統計データである。
| 基礎データ - 人口: 8,815人 - 世帯数: 3,281 世帯 - 家族数: 2,283 家族 - 人口密度: 9人/km2（23人/mi2） - 住居数: 3,978軒 - 住居密度: 4軒/km2（10軒/mi2） 人種別人口構成 - 白人: 55.39% - アフリカン・アメリカン: 42.56% - ネイティブ・アメリカン: 0.11% - アジア人: 0.18% - その他の人種: 0.93% - 混血: 0.82% - ヒスパニック・ラテン系: 1.85% | 年齢別人口構成 - 18歳未満: 26.9% - 18-24歳: 9.0% - 25-44歳: 28.1% - 45-64歳: 22.8% - 65歳以上: 13.3% - 年齢の中央値: 36歳 - 性比（女性100人あたり男性の人口） - 総人口: 95.4 - 18歳以上: 92.6 世帯と家族（対世帯数） - 18歳未満の子供がいる: 30.8% - 結婚・同居している夫婦: 45.5% - 未婚・離婚・死別女性が世帯主: 20.1% - 非家族世帯: 30.4% - 単身世帯: 27.6% - 65歳以上の老人1人暮らし: 11.1% - 平均構成人数 - 世帯: 2.56人 - 家族: 3.12人 | 収入と家計 - 収入の中央値 - 世帯: 25,148米ドル - 家族: 30,000米ドル - 性別 - 男性: 30,278米ドル - 女性: 20,241米ドル - 人口1人あたり収入: 13,432米ドル - 貧困線以下 - 対人口: 26.0% - 対家族数: 20.2% - 18歳未満: 33.9% - 65歳以上: 24.7% |

## 都市と町
- バトラー - 郡庁所在地
- レイノルズ
- ハワード(未編入の町)
- モーク(未編入の町)
- ルパート(未編入の町)
- ポッタービル(未編入の町)